# Gonophora nigrimembris
Gonophora nigrimembris es una especie de insecto coleóptero de la familia Chrysomelidae.
Fue descrita científicamente en 1924 por Weise.